# 冷たいキス (映画)
『冷たいキス』（つめたいキス）は、2018年の日本のドラマ映画。韓国出身の男性アイドルグループCODE-Vの14thシングル「冷たいキス」をモチーフに、ミュージックビデオにも出演している野村宏伸、田中美奈子がW主演を務めた。
クラウドファンディングWIZYで製作費の一部を集め、監督の曽根剛をはじめ編集・助監督の上田慎一郎など、主に映画「カメラを止めるな!」のスタッフが制作に参加している。
2018年8月12日、めぐろパーシモンホールにて先行公開が行われ、同年12月3日にドリーミュージックよりDVDソフトが発売されている。劇場公開は長らくされていなかったが、曽根の監督作である『透子のセカイ』の東京都内劇場公開を記念した特集として、2022年10月4日に1日限定でシアターギルド代官山にて上映される。

## キャスト
- 辻村和彦：野村宏伸…不動産屋勤務。[9]
- 稲葉久美子：田中美奈子…広告代理店勤務。
- ヨンイル：ルイ(CODE-V)…BARの店長。
- ソンホ：サンウ(CODE-V)…「CONNECT」のボーカル・ギター。
- ジュンス：ソル(CODE-V)…「CONNECT」のベース。
- ジフン：テフン(CODE-V)…「CONNECT」のドラム。
- ドヒョン：ナロ(CODE-V)…消費者金融の借金取り。

## スタッフ
- 監督：曽根剛[3]
- 制作プロデューサー：源田泰章
- 製作統括：氏田卓史
- 脚本：中村元樹
- 編集・助監督：上田慎一郎
- 音楽：辻伶
- 撮影：曽根剛
- 録音：古茂田耕吉
- ヘアメイク：木下きのこ、林智子、佐々木渚香、橋泉朱
- 衣装：萬行優
- 演出応援：小山亮太
- 制作担当：香月竜矢
- 撮影助手：高橋基史
- 制作助手：藤津康宏
- 衣裳助手：太田翔子
- 車輌：関晃
- 制作：株式会社ドリーミュージックアーティストマネージメント
- 制作プロダクション：源田企画株式会社
- 製作：「冷たいキス」製作委員会

## 関連商品

### CD
- 映画「冷たいキス」オリジナル・サウンドトラック（2018年8月15日、ドリーミュージック）[10]

### DVD
- 冷たいキス DVD（2018年12月3日、ドリーミュージック）[1]